# Francisco de Paula del Villar y Carmona
Francisco de Paula del Villar y Carmona (Barcellona, 1860 – Ginevra, 1927) è stato un architetto spagnolo, figlio dell'architetto Francisco de Paula del Villar y Lozano.

## Biografia
Diplomatosi nel 1886, successe, nel 1892, al padre come architetto diocesano, continuando nell'opera del padre per il Monastero di Montserrat.
A Barcellona progettò la Casa Riera (1892), la casa del Gas Lebon en Balmes/Gran Via (1896), la chiesa di Santa Madrona e il Hospital de Incurables (1916).
Progettò anche la chiesa parrocchiale di Tiana (1886) e la casa della salute della Fundación Albà.